# Куп домаћих нација 1936.
Куп домаћих нација 1936. (службени назив: 1936 Home Nations Championship) је било 49. издање овог најелитнијег репрезентативног рагби такмичења Старог континента. а 32. издање Купа домаћих нација.
Титулу је освојио Велс.

## Такмичење
Велс - Енглеска 0-0
Шкотска - Велс 3-13
Ирска - Енглеска 6-3
Шкотска - Ирска 4-10
Велс - Ирска 3-0
Енглеска - Шкотска 9-8

## Табела
|   | Селекција                     | ИГ | Д | Н | И | ПД | ПП | ПР  | Б |  |
| - | ----------------------------- | -- | - | - | - | -- | -- | --- | - |  |
| 1 | Рагби репрезентација Велса    | 3  | 2 | 1 | 0 | 16 | 3  | +13 | 5 |  |
| 2 | Рагби репрезентација Ирске    | 3  | 2 | 0 | 1 | 16 | 10 | +6  | 4 |  |
| 3 | Рагби репрезентација Енглеске | 3  | 1 | 1 | 1 | 12 | 14 | -2  | 3 |  |
| 4 | Рагби репрезентација Шкотске  | 3  | 0 | 0 | 3 | 15 | 32 | -17 | 0 |  |